# Вибах, Зигфрид Адольфович
Зигфрид Адольфович Ви́бах (10 ноября 1932, Москва — 9 октября 2004, Мурманск) — советский и российский работник морского транспорта, капитан ледоколов, полярник. Капитан второго в истории корабля, пришедшего на Северный полюс в надводном положении.

## Биография
- 1953 — окончил Московский речной техникум
- 1954—1957 — служба в армии
- с 1957 — судоводитель мостовосстановительного отряда в г. Москва.
- 1963 — окончил судоводительский ф-т Ленинградского высшего инженерно-морского училища им. Макарова
- с 1964 — 4-й, 3-й, 2-й помощник, с 1972 — старший помощник капитана атомного ледокола «Ленин»
- с 1976 — дублёр капитанов атомных ледоколов «Ленин», «Сибирь»
- с 1982 — капитан атомного ледокола «Ленин»
- с 1985 — капитан атомного ледокола «Сибирь»
- 2000—2004 — капитан-наставник Службы безопасности мореплавания ММП.

Награждён орденами Трудового Красного Знамени (1976 г.), Октябрьской Революции (1987 г.), медалями «За трудовую доблесть» (1984 г.), «300 лет Российскому флоту». Почётный полярник (1978 г.).
Похоронен на новом городском кладбище Мурманска.